# دانيلدو أكوالي
دانيلدو أكوالي (30 مارس 1981 بسالفادور في البرازيل - ) هو لاعب كرة قدم برازيلي في مركز الدفاع. لعب مع نادي أيه بي سي ونادي إنتر باكو ونادي باهيا ونادي سانتا كلارا.

## روابط خارجية
- دانيلدو أكوالي على موقع قاعدة بيانات كرة القدم.إي يو (الإنجليزية)
- دانيلدو أكوالي على موقع Soccerway.com (الإنجليزية)